# Drømme (film fra 2024)
Drømme er en norsk film fra 2024, der er instrueret af Dag Johan Haugerud, der også har skrevet manuskriptet. Filmen handler om en 17-årig piges stormende forelskelse i sin kvindelige fransklærer, og hvad der sker, da hendes mor og mormor bliver klar over hendes forelskelse.
Filmen er del af en trilogi fra Haugerud, der også omfatter filmene Sex og Kærlighed. Den vandt filmprisen Guldbjørnen ved filmfestivalen i Berlin i 2025.

## Handling
Hovedpersonen Johanne er en 17-årig pige, som bliver stormende forelsket i sin nye fransklærer Johanna. Johanne skriver alle sine følelser og alle hændelser mellem de to ned i et hemmeligt dokument, som hun viser sin mormor Karin, som hun tror vil være mindre fordømmende overfor Johannes følelser end moderen Kristin. Mormoren viser imidlertid teksten til både sin datter (Johannes mor) og en redaktør, da hun synes, Johannes tekst har litterært potentiale. Men hvor meget af teksten er virkelighed, og hvad er drømme og fantasier?

## Medvirkende
- Ella Øverbye som Johanne
- Selome Emnetu som Johanna, Johannes fransklærer
- Ane Dahl Torp som Kristin, Johannes mor
- Anne Marit Jacobsen som Karin, Johannes mormor
- Andrine Sæther som Anne

## Del af trilogi
Drømme  er anden del af en trilogi fra Haugerud, der også omfatter filmene Sex og Kærlighed. Filmene behandler seksualitet og identitet ud fra tre vidt forskellige Oslo-historier. Hver af filmene har sin egen historie og nye hovedpersoner, men de er bundet sammen af et fælles overordnet tema, foregår i samme miljø i Oslo, og enkelte figurer optræder i alle tre film. Det gælder blandt andet en populær psykolog, der spilles af Lars Jacob Holm. Sex havde dansk premiere i 2024, og Kærlighed forventes at have dansk premiere i august 2025.

## Modtagelse
Drømme vandt filmprisen Guldbjørnen ved filmfestivalen i Berlin i februar 2025.

### USA
På det amerikanske websted Rotten Tomatoes, der opsummerer amerikanske mediers filmanmeldelser, var alle 9 ud af de 9 indsamlede anmeldelser positive.

### Danmark
Filmmagasinet Ekko gav filmen fem ud af seks stjerner og skrev, at filmen var fremragende og ville tale til alle mennesker, der var i stand til at føle - såvel unge som Johanne, forældre, der kan identificere sig med moderen, og ældre, som kan føle både glæde mormorens over barnebarnet og samtidig hendes stik af misundelse over, at hendes egen tilværelse nærmer sig afslutningen. I Dagbladet Information kaldte anmelderen Lone Nikolajsen filmen for et mesterværk, hvor handlingen var dybt uforudsigelig, men filmen grundlæggende menneskevenlig.